# Foire du Valais
Die Foire du Valais (deutsch Walliser Messe) ist eine jährlich stattfindende Publikumsmesse im Kanton Wallis.

## Geschichte
Im Herbst 1959 organisierten mehrere Personen aus der Walliser Stadt Martigny (deutsch Martinach) eine Gewerbeausstellung mit dem Namen «Comptoir de Martigny». Mit der Zeit entwickelte sich die Herbstausstellung von Martigny zu einer der grössten Warenmessen der Westschweiz. Seit 1977 kann die Messe die grosse Ausstellungshalle Centre d’Expositions et de Réunions de Martigny (CERM) benützen; seit 2010 ist die FVS Group, ein Unternehmen des Vereins Association Foire du Valais, für die Bewirtschaftung der Anlage, die 1994 und 2010 erweitert wurde, zuständig. 2015 verzeichnete die Foire du Valais 221.700 Besucher und war damit die erfolgreichste Messe der Romandie, noch vor dem Comptoir suisse in Lausanne. In der Stadt Martigny ist die Foire das grösste jährliche Ereignis.
Eine Vielzahl von Gewerbebetrieben und Organisationen des Wallis und aus andern Kantonen der Westschweiz sowie ausnahmsweise aus anderen Regionen der Schweiz präsentieren ihre Produkte und Dienstleistungen auf dem Messegelände. Auf der Messe im Jahr 2021 waren etwa 400 Aussteller präsent. Im wichtigen Ausstellungsbereich der Nahrungsmittelproduzenten ist jeweils auch die Abteilung Landwirtschaft des Kantons Wallis vertreten.

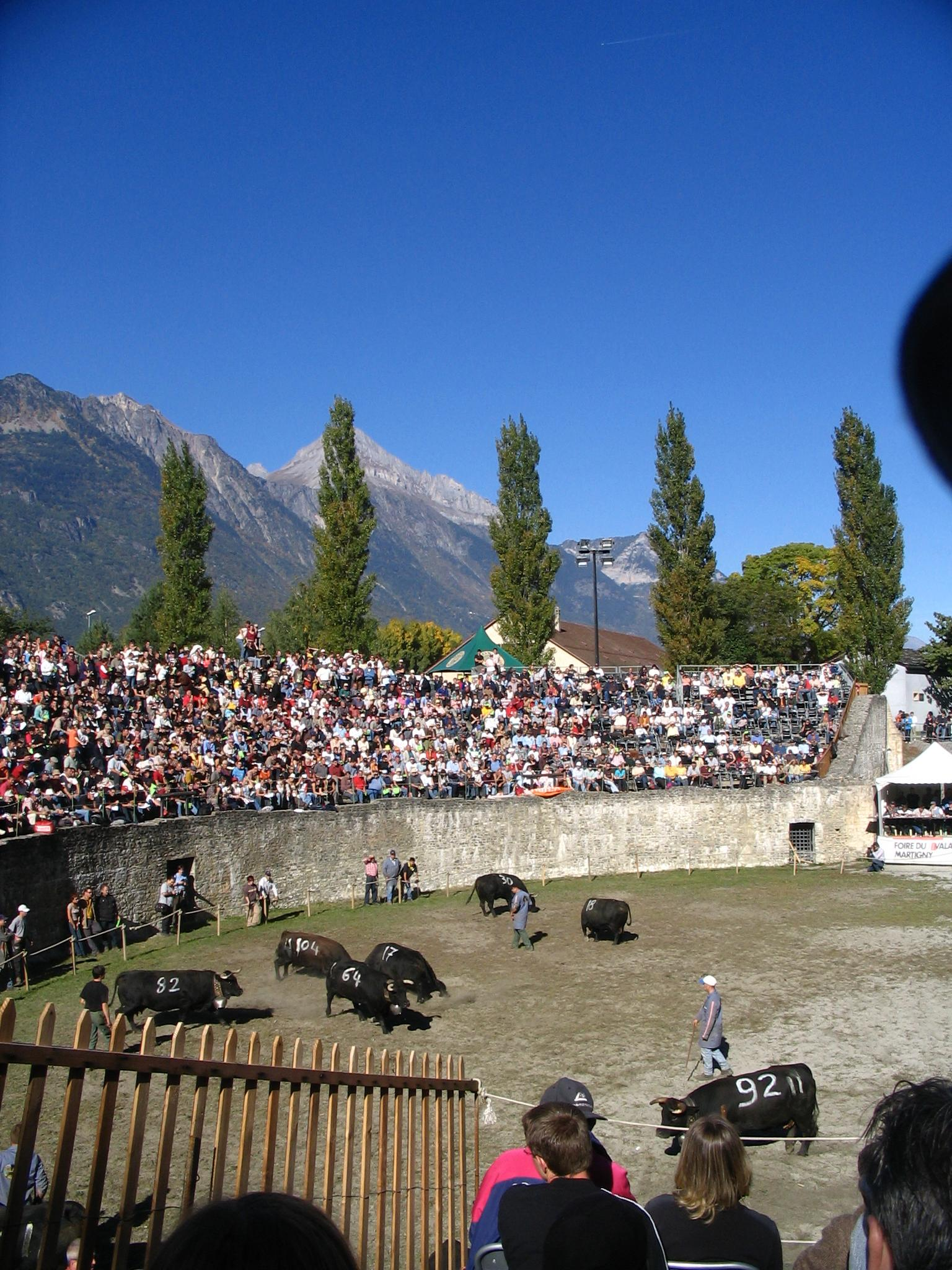
Kuhkampf an der Foire du Valais

Die Walliser Messe in Martinach wird neben den gewerblichen und industriellen Ausstellungen besonders durch viele Spezialevents wie Konzerte, Vorführungen aller Art und thematische Ausstellungen geprägt. Jedes Jahr bestimmen die Organisatoren ein Leitmotiv, unter welchem eine Stadt, ein Land, ein Kulturraum oder ein anderes Thema vorgestellt wird. Üblicherweise werden besondere Gäste aus Wirtschaft und Kultur an die Messe eingeladen so wie im Jahr 2012 die südafrikanische Sängerin Nomcebo Zikode. Einen Höhepunkt im Messeprogramm bildet der traditionelle Foire-Kuhkampf von Eringerkühen, der in der Regel in der römischen Arena von Martigny stattfindet. Im Jahr 2021 fiel der Kuhkampf mit dem 100-Jahr-Jubiläum der Züchtervereinigung Fédération Suisse d’élevage de la Race d’Hérens, zusammen.
Die Ausgabe 2020 der Foire musste wegen der COVID-19-Pandemie abgesagt werden. Die Messe im Herbst 2021, die unter strengen Schutzmassnahmen stattfand, erhielt deshalb das Motto «Juste se revoir».
Foire du Valais ist Mitglied des französischen Vereins Association des foires et salons du Sud-Est (FSSE).

## Verkehr
Das permanente Ausstellungsgelände erstreckt sich über ein grosses Grundstück an der Rue du Levant im Südosten des Stadtgebiets von Martigny. Die Parkplätze, auf welchen mehr als 500 Pkw abgestellt werden können, sind über die Umfahrungsstrasse der Stadt von der Ausfahrt Martigny-Expo direkt erreichbar. Zwischen dem Bahnhof Martigny und der Haltestelle Martigny-Expo beim Messegelände verkehrt ein kostenloser Personenzug. Beim Messegelände befindet sich die Bushaltestelle Martigny Expo des städtischen Verkehrsbetriebs Bus Urbain de Martigny BUM. Am Abend und in der Nacht fahren während der Messezeit öffentliche Nachtbusse von der Foire bis nach Sitten.
Für Besucher aus Italien bietet die Betreiberfirma des Grossen-St.-Bernhard-Tunnels während der Dauer der Foire du Valais einen Spezialtarif für die Rückfahrt durch den Tunnel an.